# SEECP

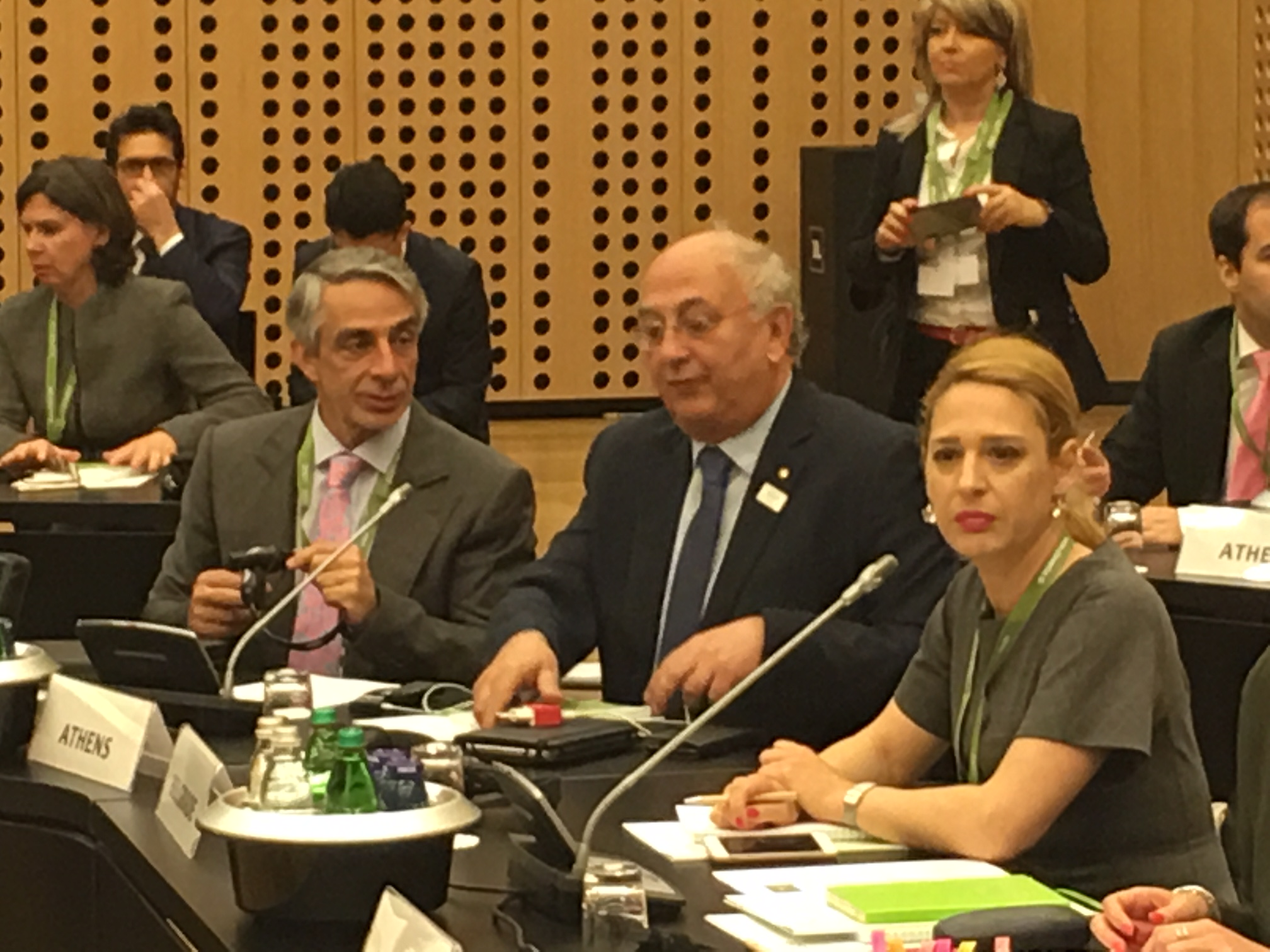
Udział Ministra Spraw Zagranicznych G. Amanatidisa w SEECP SUMMIT (Słowenia, 24.04.2018)

SEECP (ang. South-East European Cooperation Process) – Proces Współpracy w Południowo-Wschodniej Europie, zainaugurowany na spotkaniu ministrów spraw zagranicznych w czerwcu 1996 r. w Sofii pod nazwą Proces Dobrego Sąsiedztwa, Stabilizacji, Bezpieczeństwa i Współpracy Krajów Południowo-Wschodniej Europy.
Pełne członkostwo posiadają: Albania, Macedonia Północna, Bułgaria, Turcja, Grecja, Rumunia, Serbia i Czarnogóra. Do stowarzyszenia należą Bośnia i Hercegowina oraz Chorwacja.
W ramach tego procesu organizowane są coroczne spotkania, na których ustala się politykę mogącą służyć transformacji Bałkanów w obszar pokoju i współpracy oraz przyszłemu członkostwu byłych socjalistycznych państw regionu w NATO i Unii Europejskiej.